# Nadabe (filho de Aarão)
Nadabe ou Nadab foi o primogênito de Aarão. Foi devorado pelas chamas, com seu irmão Abiú, por ter deitado fogo profano no turíbulo.
Aarão, filho de Anrão e Joquebede tomou por mulher Eliseba, filha de Aminadabe; eles tiveram como filhos Nadabe, Abiú, Eleazar e Itamar.
Nadabe e Abiú estavam no grupo que foi com Moisés adorar de longe; este grupo também incluía Aarão e setenta anciãos, mas apenas Moisés teve permissão de chegar perto de Jeová. Aarão e seus quatro filhos foram escolhidos por Jeová para exercerem o ofício sacerdotal, mas Nadabe e Abiú ofereceram um fogo estranho a Jeová, no deserto do Sinai, o que não lhes foi ordenado, e foram consumidos pelo fogo. Como Nadabe e Abiú morreram sem filhos, a função sacerdotal passou para Eleazar e Itamar.